# Lucas Alamán
Lucas Ignacio José Joaquín Pedro de Alcántara Juan Bautista Francisco de Paula Alamán y Escalada (18 octobre 1792, Guanajuato – 2 juin 1853, Mexico, d'une pneumonie) était un homme politique mexicain, membre du Pouvoir exécutif suprême au Mexique entre 23 décembre 1829 et 1er janvier 1830 avec les membres titulaires Pedro Vélez y Zúñiga et Luis Quintanar,.
Lucas Alamán, après avoir été député de Guanajuato au parlement d'Espagne est président de la "Compagnie mexicaine des mines de Guanajuato et de Real de Catorce", au capital de 240.000 livres, divisé en six mille actions de 40 livres, augmenté de 18.000 actions le 1er mars 1825 mais qui subit huit mois après la crise boursière de 1825 à la Bourse de Londres.